# اسدیل (ویسکانسین)
اسدیل (به انگلیسی: Esdaile) یک منطقهٔ مسکونی در ایالات متحده آمریکا است که در شهرستان پیرس، ویسکانسین واقع شده‌است. اسدیل ۲۲۷٫۰۸ متر بالاتر از سطح دریا واقع شده‌است.